# Spicara nigricauda
Spicara nigricauda е вид бодлоперка от семейство Sparidae. Видът не е застрашен от изчезване.

## Разпространение и местообитание
Разпространен е в Ангола, Бенин, Габон, Гана, Демократична република Конго, Екваториална Гвинея, Камерун, Нигерия, Сао Томе и Принсипи и Того.
Среща се на дълбочина от 50 до 100 m.

## Описание
На дължина достигат до 20 cm.